# Emelia Gorecka
Emelia Jane Gorecka (ur. 29 stycznia 1994 w Epsom) – brytyjska lekkoatletka polskiego pochodzenia specjalizująca się w biegach długich.
Na początku 2010 zajęła 23. miejsce w biegu juniorów podczas mistrzostw świata w biegu na przełaj. Latem tego samego roku wystąpiła w finale biegu na 3000 metrów na mistrzostwach świata juniorów, a w grudniu zdobyła dwa medale (brąz indywidualnie i złoto drużynowo) podczas mistrzostw Europy w biegach na przełaj. W biegu na 5000 metrów została w 2011 wicemistrzynią Europy juniorek. Na koniec sezonu 2011 zdobyła dwa złota (indywidualnie i drużynowo) mistrzostw Europy w biegach przełajowych. W 2012 została brązową medalistką mistrzostw świata juniorów, a w grudniu zdobyła indywidualnie srebro i drużynowo złoto na mistrzostwach Europy w biegach przełajowych. W 2013 zdobyła brąz mistrzostw świata w biegach przełajowych w drużynie juniorek oraz sięgnęła po złoto mistrzostw Europy juniorów na dystansie 3000 metrów. Podwójna złota medalistka mistrzostw Europy w biegach przełajowych (2013).

## Osiągnięcia
| Rok  | Impreza                                       | Miejsce      | Konkurencja           | Lokata      | Wynik    |
| ---- | --------------------------------------------- | ------------ | --------------------- | ----------- | -------- |
| 2010 | Mistrzostwa świata w biegach przełajowych     | Bydgoszcz    | bieg juniorów         | 23. miejsce | 20:25    |
| 2010 | Mistrzostwa świata juniorów                   | Moncton      | bieg na 3000 m        | 11. miejsce | 9:18,43  |
| 2010 | Mistrzostwa Europy w biegach przełajowych     | Albufeira    | bieg juniorów         | 3. miejsce  | 13:00    |
| 2011 | Mistrzostwa świata w biegach przełajowych     | Punta Umbría | bieg juniorów         | 15. miejsce | 20:03    |
| 2011 | Mistrzostwa Europy juniorów                   | Tallinn      | bieg na 5000 m        | 2. miejsce  | 16:13,04 |
| 2011 | Igrzyska Wspólnoty Narodów juniorów młodszych | Douglas      | bieg na 3000 m        | 1. miejsce  | 9:14,08  |
| 2011 | Mistrzostwa Europy w biegach przełajowych     | Velenje      | bieg juniorów         | 1. miejsce  | 13:13    |
| 2012 | Mistrzostwa świata juniorów                   | Barcelona    | bieg na 3000 m        | 3. miejsce  | 9:09,43  |
| 2012 | Mistrzostwa Europy w biegach przełajowych     | Budapeszt    | bieg juniorów         | 2. miejsce  | 13:37    |
| 2013 | Mistrzostwa świata w biegach przełajowych     | Bydgoszcz    | bieg juniorów         | 16. miejsce | 19:19    |
| 2013 | Mistrzostwa świata w biegach przełajowych     | Bydgoszcz    | drużyna juniorów      | 3. miejsce  |          |
| 2013 | Superliga drużynowych mistrzostw Europy       | Gateshead    | bieg na 5000 m        | 2. miejsce  | 15:40,52 |
| 2013 | Mistrzostwa Europy juniorów                   | Rieti        | bieg na 3000 m        | 1. miejsce  | 9:12,53  |
| 2013 | Mistrzostwa Europy w biegach przełajowych     | Belgrad      | bieg juniorów         | 1. miejsce  | 13:06    |
| 2013 | Mistrzostwa Europy w biegach przełajowych     | Belgrad      | drużyna juniorów      | 1. miejsce  |          |
| 2014 | Mistrzostwa Europy                            | Zurych       | bieg na 5000 m        | 9. miejsce  | 15:42,98 |
| 2014 | Mistrzostwa Europy w biegach przełajowych     | Samokow      | bieg młodzieżowców    | 12. miejsce | 23:10    |
| 2014 | Mistrzostwa Europy w biegach przełajowych     | Samokow      | drużyna młodzieżowców | 2. miejsce  |          |
| 2015 | Halowe mistrzostwa Europy                     | Praga        | bieg na 3000 m        | 12. miejsce | 9:06,79  |
| 2017 | Mistrzostwa Europy w biegach przełajowych     | Šamorín      | bieg seniorek         | 8. miejsce  | 27:34    |
| 2017 | Mistrzostwa Europy w biegach przełajowych     | Šamorín      | drużyna seniorek      | 1. miejsce  |          |

## Rekordy życiowe
- Bieg na 3000 metrów – 8:55,11 (2012)
- Bieg na 5000 metrów – 15:07,45 (2014)